# Pierre Michelot
Pierre Michelot [pjér mišlo] (3. března 1928 – 3. července 2005) byl francouzský jazzový kontrabasista. Narodil se v Saint-Denis a nejprve studoval hru na klavír. Ve svých šestnácti letech přešel ke kontrabasu. Během své kariéry spolupracoval s mnoha americkými hudebníky, mezi které patří například Dizzy Gillespie, Miles Davis, Clifford Brown a Don Byas, stejně jako s Francouzi, jako byli René Urtreger, Maurice Vander a Serge Gainsbourg. V roce 1963 získal cenu Django Reinhardta. Zemřel na Alzheimerovu chorobu ve věku 77 let.